# Turnera opifera
Turnera opifera är en passionsblomsväxtart som beskrevs av George Bentham. Turnera opifera ingår i släktet Turnera och familjen passionsblomsväxter. Inga underarter finns listade i Catalogue of Life.

## Bildgalleri

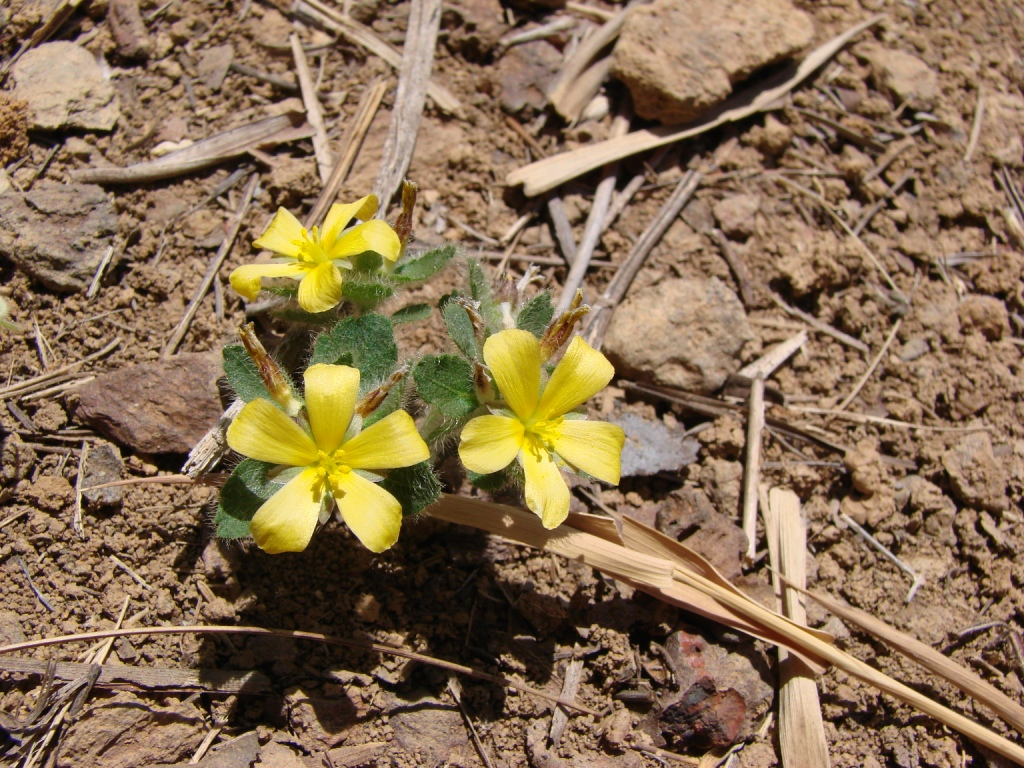